# Купрос
Купрос — село в Юсьвинском районе Пермского края на реке Иньва, административный центр Купросского сельского поселения

## История
Необычное название село приобрело из-за «горбатой» формы берега, на котором оно расположено
С коми-пермяцкого название «купрос» переводится как «горбатый». Скорее всего, это связано с формой берега, на котором оно находится. Но есть и другая версия возникновения этого названия — от имени одного из чудских князей Купра. Вторую версию подтверждает тот факт, что в 10-13 веках на этом месте действительно находилось чудское поселение.

## Школа
20 февраля 2012 года открыта новая школа.

## Купросское городище
«Купросское городище известно ещё с 18 века по записям капитана Рычкова, который указывал на существование здесь чудских князей, — говорит научный сотрудник Пермской художественной галереи Евгения Шабурова. — Памятник датируется 10-13 вв. Один из самых интересных предметов, найденных при раскопках — серебряная подвеска с процарапанным изображением всадника».

## Свято-Никольская церковь
Она была построена из дерева ещё в 18 веке, но до сих пор не утратила своего величия.
«В центре храма находилось три престола во имя Николая Чудотворца, пророка Илии и Святой Елизаветы. В начале 19 века церковь перестраивается под руководством архитектора, крепостного Строгановых Трефила Тудвасева. В приходе церкви было 4 школы и православное училище, в 19 веке считавшееся самым лучшим в имении Строгановых. В 1930 г. церковь закрыли, здание долгое время пустовало», — говорит Евгения Шабурова.
Церковь была перестроена (взамен старой) в 1768 году. По словам специалистов, здание и сейчас выглядит крепким. Тем более, оно стоит на каменном фундаменте. Сейчас на пожертвования людей ведутся восстановительные работы: укреплена колокольня и установлен купол.
Построена в 1768 г. графом Г. А. Строгановым. Здание церкви деревянное на каменном фундаменте с деревянной колокольней. Здание обшито тесом, изнутри оштукатурено. Престолов три: первый — святителя и чудотворца Николая в холодном помещении, второй — Святого пророка Илии в теплом помещении с северной стороны, третий — во имя праведной чудотворицы Елизаветы с южной стороны.
В церкви имелась библиотека, состоящая из 110 книг, а в 1911 году создано общество трезвости.
В 1930 г. церковь закрыли по Постановлению Коми-Пермяцкого окрисполкома, здание передано под клуб. На общем собрании жителей села Купроса в присутствии 220 человек единогласно постановили: «Учитывая нужду в строениях под культурные учреждения и то, что в Купросскую церковь, кроме 10-15 старух, никто не ходит, передать её под культурное учреждение (клуб)». Об этом сходе было сообщено в статье «Довольно религиозного дурмана», напечатанной в газете «Пахарь» 4 января 1930. В 1938 церковь лишилась и колоколов, их осколки отвезли в Усть-Пожву. Здание долго пустовало. В 80-е годы в ней был устроен склад промышленных товаров. Завуч Купросской школы Надежда Федоровна вспоминает, как в 1988 году перетаскивали в школу 27 икон из церкви. А потом приехали сотрудники областного краеведческого музея и все иконы увезли. В 90-е годы склад закрыли, а здание стало разрушаться. Между тем внутри сохранились замечательные стенные росписи.
В 2002 году состоялось собрание жителей села, на котором было решено возобновить приход Никольской церкви. Нашли подходящее помещение — бывший магазин неподалеку от разрушенной церкви, открыли в нём молельный дом. Возглавила работу Тотьмянина Серафима Андреевна, бывшая глава Купросского сельсовета. Бабушки собираются на молитву, читают каноны и акафисты, мечтают хотя бы о часовне, так как для восстановления прежнего здания Никольской церкви нужно очень много средств.
2011—2012 поставлены два новых купола.